# Bó nhiên liệu

Vỏ bọc các bó nhiên liệu

Bó nhiên liệu viết tắt là BNL — là thành phần chính trong vùng hoạt của lò phản ứng hạt nhân, chứa các đồng vị phân hạch (235U, 239Pu,...) và có nhiệm vụ truyền tải nhiệt năng được sinh ra từ phản ứng dây chuyền có điều khiển ở bên trong nó.
Thông thường các BNL có dạng lục giác, được sản xuất từ thép không gỉ hoặc hợp kim Zirconi Zr, chứa các thanh nhiên liệu với chiều dài từ 2,5—3,5 m (chiều dài này gần tương đương với chiều cao vùng hoạt của lò phản ứng) và đường kính từ 30–40 cm.
Các thanh nhiên liệu được xếp thành bó nhiên liệu nhằm mục đích dễ dàng sắp xếp và cố định, đồng thời đơn giản hóa việc tính toán khối lượng nhiên liệu hạt nhân cần thiết trong quá trình vận hành lò phản ứng. Một bó nhiên liệu thường chứa từ 150—350 thanh nhiên liệu, và trong vùng hoạt của lò phản ứng thường chứa từ 200—450 BNL tùy vào từng kiểu lò phản ứng cụ thể.

## Các Tập đoàn sản xuất BNL[1][2]

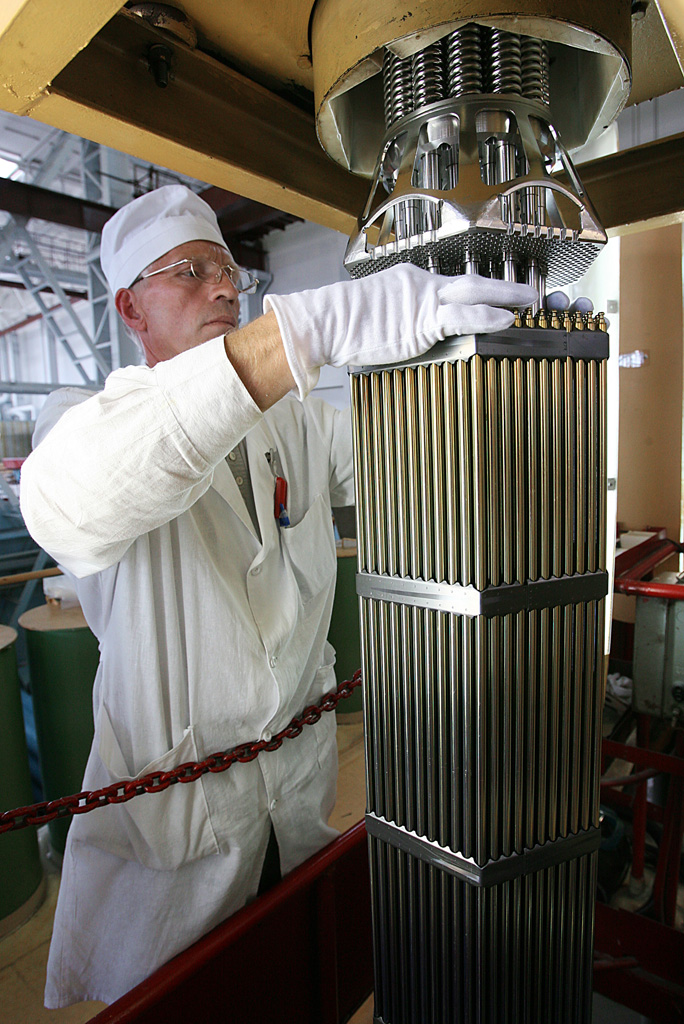
Phần trên của BNL

- Areva (Pháp) — chiếm 31% thị trường thế giới.[3]
- Toshiba (Nhật) — hợp tác với Tập đoàn Westinghouse chiếm 26% thị trường thế giới.
- Westinghouse Electric Company (Mỹ) — hợp tác với Tập đoàn Toshiba chiếm 26% thị trường thế giới.
- TVEL (Nga) — chiếm 17% thị trường thế giới, gần như 100% thị trường các lò phản ứng nước áp lực VVER và lò phản ứng nước sôi RBMK, cũng như một số lò phản ứng khác.[4].
- Japan Nuclear Fuel Limited — 17% thị trường thế giới.
- Mitsubishi Heavy Industries (Nhật Bản)
- Hitachi (Nhật Bản)
- Nuclear Fuel Industries (Nhật Bản)
- General Electric (Mỹ)
- Babcock and Wilcox (Mỹ)
- Cameco (Canada)
- China National Nuclear Corporation (Trung Quốc)
- Siemens (Cộng hòa Đức)
- British Nuclear Fuels (Vương Quốc Anh)
- FCN (Romania)
- ENUSA (Tây Ban Nha)
- Korea Nuclear Fuel Company (Hàn Quốc) — Tập đoàn độc quyền tại Hàn Quốc.
- Nuclear Fuel Complex (Ấn Độ) — Tập đoàn độc quyền tại Ấn Độ.
- BelgoNucléaire (Vương quốc Bỉ) — sản xuất nhiên liệu hạt nhân dạng hỗn hợp MOX (Mixed-Oxide fuel) (gồm Oxit của Plutoni, Uranium tự nhiên, Uranium đã làm giàu,...).[5]
- Duke Cogema Stone&Webster (Mỹ) — sản xuất nhiên liệu hạt nhân dạng hỗn hợp MOX.[6]
- Thorium Power Inc (Mỹ) — sản xuất nhiên liệu từ Thorium.

## Bó nhiên liệu do Nga sản xuất

### BNL cho lò phản ứng VVER-440
BNL của lò VVER-440 bao gồm các thanh nhiên liệu, đầu bó nhiên liệu, chuôi bó nhiên liệu và vỏ bọc. Các thanh nhiên liệu được sắp xếp theo mạng lưới tam giác và được ghép vào nhau nhờ các vòng cố định theo từng tầng. BNL chứa 126 thanh nhiên liệu.

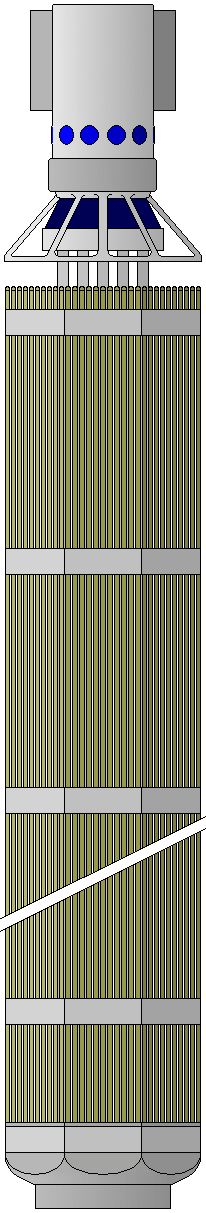
BNL-2М, Bó nhiên liệu của lò VVER-1200 (AES-2006-Nga)

- BNLА

Đây là BNL với cấu trúc thay thế cung vài điểm khác biệt nhỏ so với cấu trúc ban đầu: bộ khung vững chắc nhờ được giữ chặt bởi sáu vòng cố định. Mục đích chính của thiết kế này nhằm tăng độ bền vững của cấu trúc và hiệu suất sử dụng nhiên liệu hạt nhân. Việc sử dụng BNLA cho phép kéo dài thời gian vận hành của nhà máy thêm 4-5 năm.
- BNLA-ALPHA

Một biến đổi đột phá của cấu trúc BNLA. BNLA-ALPHA gồm tám vòng cố định với chiều dài gia tăng, mạng lưới sắp xếp thanh nhiên liệu tối ưu, độ dày lớp vỏ thanh nhiên liệu giảm bớt và đặc biệt là các viên nhiên liêu không còn lỗ hổng ở giữa.
- BNLA-T
- BNLA-U

Đây là kiểu BNLA được tăng chiều dài.
- BNLA-PLUS

Đây là BNLA được cải tiến, thiết kế sử dụng trong chu trình nhiên liệu 18 tháng khi nhà máy vận hành với công suất bằng 104% công suất định mức.
- RK-3

BNL thế hệ thứ ba - cấu trúc không còn vỏ bọc.

### BNL cho lò phản ứng VVER-1000
BNL của lò VVER-1000 được cấu tạo từ 312 thanh nhiên liệu (có một phiên bản gồm 313 thanh) được cố định chặt chẽ trên sườn khung, chứa 18 kênh điều khiển, 15 vòng cố định và một vòng phía dưới cùng. Trong thành phần của thanh nhiên liệu của BNL VVER-1000 có thể chứa tới 27 thanh hấp thụ đốt dần (Oxit Gd - dần dần hấp thụ neutron trong quá trình hoạt động của lò và giải phóng nhiên liệu hạt nhân).
Mặt cắt ngang của BNL VVER-1000 của Nga có hình lục giác. Đây là điểm khác biệt rõ rệt nhất so với BNL cùng loại được sản xuất bởi nước khác (mặt cắt hình vuông). Trong cùng một điều kiện, BNL có mặt cắt hình lục giác đảm bảo phân bố thanh nhiên liệu đông đều hơn, vận chuyển thuận tiện và ổn định hơn.
Một số kiểu BNL sử dụng trong VVER-1000:
- BNL-U
- BNL-2
- BNL-2М

## Bó nhiên liệu do một số nước khác sản xuất
- BNL-W

BNL-W — là tên gọi chung cho BNL VVER được sản xuất bởi Công ty Westinghouse, phân phối cho NMĐHN Loviisa (Phần Lan), NMĐHN Temelín (Cộng hòa Séc) và NMĐHN Nam Ukraine (Ukraina). Đối với từng nhà máy, cấu trúc BNL đều có dạng khác nhau.

## Liên kết
- О топливе на АтомИнфо